# Нури Димитрова
Нури Димитрова e български моден дизайнер и гемолог.

## Биография
Нури Димитрова е родена на 20 декември 1973 г. в гр. Първомай, област Пловдив.
Висшето си образование завършва през 2013 г. във Варненски свободен университет „Черноризец Храбър“ степен бакалавър по специалност „Публична администрация“. Защитава магистърска степен „Специално консултиране и психология“ с професионална квалификация „Социален консултант и психолог“ в Бургаски свободен университет през 2015 г. През 2016 г. защитава и магистратура по „Международни отношения – Международна политика и сигурност“ с професионална квалификация „Магистър по международна политика и сигурност“, във Варненски свободен университет „Черноризец Храбър“. В дипломната си работа изследва „Ролята на неправителствените организации за международната политика“.
През юли 2013 г. получава световната си квалификация за експерт оценител на брилянти – диаманти суровина от Гемоложкия институт в Рамат Ган в Израел. През март 2016 г. специализира в "Минно-геоложкия университет „Св. Иван Рилски“ за диагностика и оценка на необработени и обработени цветни скъпоценни минерали.
От 2016 г. е член на световната диамантена борса в Ню Йорк.

### Проекти
През 2008 Нури Димитрова създава първата си марка NIKOL за елегантни, всекидневни дрехи. Дизайнерката има специално отношение на към детайла, естествените материи и прецизната ръчна работа. През 2013 Нури Димитрова създава марка за висша мода Nur Design, като паралелно с това се насочва и към гемологията и оценката на брилянти – диаманти суровина. Характерно за нея е, че всички нейни проекти съдържат представка Нур (от арабски نور‎ – светлина).

### Творчество
- Реставриране на българска сватбена рокля от 1948 г. изложена в Етнографския музей на Несебър.[1]
- „Ревюто на кралиците“[2] – 10 миниатюри-реплики на сватбени рокли на принцесите на Великобритания-Принцеса Даяна, Япония-Масако, Монако-Грейс Кели, Швеция-Виктория, Йордания-Рания, българската княгиня Калина Сакскобургготска, Кейт Мидълтън-Великобритания, Летисия Ортис-Испания, Чарлийн Уитсток-Монако, Мете-Мари Хойби-Норвегия.
- 2013 г. инсталация „Нурология“[3] в Националната художествена галерия.
- 2014 г. моден проект „Queen bee“[4] в музея на фантастичните изкуства Palaise Palffy Виена. Акцент в инсталацията е символа на кралските особи – пчелата.
- 2015 г. в Москва е представена 4-метрова конструкция на венчалната рокля на императрица Екатерина Велика. Моделът е изложен в московския театрален музей „Бахрушин“.[5]